# Zbigniew Graca
Zbigniew Graca (* 21. April 1953) ist ein polnischer Dirigent.
Graca hatte an der Musikschule in Ełk und später in Bialystok Violinunterricht und trat schon in dieser Zeit in Konzerten und beim Rundfunk auf. Er studierte dann an der Musikakademie Warschau Geige bei Tadeusz Wroński und Dirigieren bei Stanisław Wisłocki und vervollkommnete seine Ausbildung als Dirigent bei Franco Ferrara in Siena und Rafael Kubelík in Luzern. Bei den Dirigierwettbewerben von Kopenhagen, Kattowitz und Wien gewann er Erste Preise.
Von 1975 bis 1980 war Graca Dirigent des Rundfunkorchesters in Warschau, danach Konzertmeister und Dirigent des Sinfonieorchesters Aachen. Von 1985 bis 1988 war er Chefdirigent der Königlichen Oper Kopenhagen, in der Saison 1989/90 künstlerischer Leiter der Staatsoper Breslau. Als Gastdirigent wirkte er von 1992 bis 1995 an
der Posener Oper, seit 1989 ist er Dirigent an der Warschauer Kammeroper.
Graca war 1991 Mitbegründer des jährlichen Mozart-Festivals in Warschau. Er tritt regelmäßig in Skandinavien, Deutschland, Spanien, Frankreich, Italien, Litauen und Lettland, Japan und den Vereinigten Staaten, seit 1985 in Israel und seit 1998 in Ankara auf. Seit 1999 arbeitet er mit der Lettischen Nationaloper zusammen.

## Weblink
- Zbigniew Graca Dyrygent